# Josie et les Pussycats (série télévisée d'animation)
Pour les articles homonymes, voir Josie et les Pussycats.
Josie et les Pussycats (Josie and the Pussycats) est une série télévisée d'animation en seize épisodes de 21 minute produite par Hanna-Barbera et diffusée entre le 12 septembre 1970 et le 2 janvier 1971 sur le réseau CBS.
Il s'agit de la toute première adaptation de la série de comics Josie and the Pussycats de l'éditeur Archie Comics.
En France, la série est diffusée sur Cartoon Network de la fin des années 1990 à 2003 puis de 2003 à 2008 sur Boomerang.

## Synopsis
Josie et les Pussycats est centré sur un groupe de pop formé par trois filles pendant les pauses de leur tournée, elles se jettent dans les mystères et aventures étranges (très similaires à Scooby Doo). Les trois artistes sont chanteuses et guitaristes, le tambourin afro-américaine Valerie et Melody Valentine. Les autres personnages sont leur gestionnaire lâche Alexander Cabot III, sa sœur Alexandra (qui ne supporte pas Josie), leur chat Sebastian et leur chauffeur musculaire Alan M.

## Personnages
- Josie McCoy
- Melody Valentine
- Valerie Brown
- Alan M. Mayberry
- Alexander Cabot III
- Alexandra Cabot
- Sébastien, le chat

## Épisodes
1. Une mauvaise affaire (The Nemo's a No No Affair)
2. « Pouce vert » ne signifie pas un Goldfinger (A Greenthumb Is Not a Goldfinger)
3. Le Secret des six secrets (The Secret Six Secret)
4. Un échange sans succès (Swap Plot Flop)
5. La Confusion de Midas (The Midas Mix-Up)
6. « X » marque l'endroit (X Marks the Spot)
7. Chaleur à gogo (Chili Today and Hot Tamale)
8. Professeur de Mastermind (Never Mind a Master Mind)
9. L'Appartement des singes (Plateau of the Apes Plot)
10. Une étrange lune de Miami (Strangemoon Over Miami)
11. Tous Wong à Hong Kong (All Wong in Hong Kong)
12. Melody et ses souvenirs (Melody Memory Mix-Up)
13. Les Grandes Chasses des Pussycats (The Great Pussycat Chase)
14. Un espion dans l'école (Spy School Spoof)
15. L'Affaire de Jupiter (The Jumpin' Jupiter Affair)
16. Ne comptez pas sur une comtesse (Don't Count on a Countess)